# گاگار (داغستان)
گاگار (به لاتین: Gagar) یک منطقهٔ مسکونی در روسیه است که در داغستان واقع شده‌است.